# LCHH architektúra
A töltő-tartalom-kezelő-kezelő vagy LCHH egy webes programtervezési minta, ami közvetlenül modellezi a HTTP kérés-válasz ciklusát és a háromréteges webszerkezetet.
Ahogy azt elnevezése sugallja, a mintának négy összetevője van:
- A töltő (Loader) egy azonosított DIV konténer, ami részleges frissítési régiót definiál a későbbi tartalominjektálásra.
- A tartalom (Content) statikus információkat és interaktív elemeket tartalmazhat, amelyeket triggereknek is neveznek.
- A kliens oldali kezelő (Handler) a triggerek által küldött különböző eseményeket dolgozzák fel, például a kattintásokat.
- A szerver oldali kezelők (Handler) AJAX kérésekre válaszolnak, amelyek a kliens oldali kezelőktől érkeznek. Tipikusan adatbázis-műveleteket végeznek, mielőtt a frissített tartalmat visszaküldik a letöltőnek.

## Összehasonlítás az XHR injekcióval

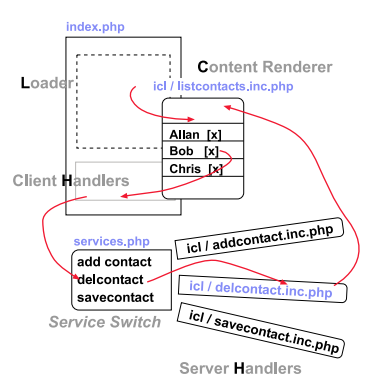
Az LCHH architektúra szerkezete és adatfolyamata

Az LCHH az  XMLHttpRequest responseText válasszövegét használja, hogy egy DIV konténer innerHTML belső tartalmát helyettesítse. Ez egy gyakori AJAX minta. Azonban az XHR injekció még nem hozza létre az LCHH-t. A kezdeti tartalmat az LCHH-ban a szerver oldal hozza létre, szemben azzal a feltételezéssel, hogy a konténer kezdetben üres, és majd később a kliens kéréseinek hatására generálódik a tartalom. További jellemző a módosított adatok visszaküldése az adatbázis módosítása után.
A minta a kódot négy kategóriába szervezi:
- A töltő és a kliens oldali kezelők JavaScript fájlként a kliens arcvonalán tárolódnak, ami az URI-jával közvetlenül elérhető.
- Egy szerver oldali szkript include-olható a kliens arvonalán levő fájlba. Ez készíti a tartalmat.
- Egy routoló szkript, ezt hívják az AJAX kérések
- A szerver oldali kezelők az include van az icl alkönyvtárban. Minden kezelőt külön fájl tárol.

## Fordítás
Ez a szócikk részben vagy egészben  a   LCHH Architecture című angol Wikipédia-szócikk fordításán alapul.  Az eredeti cikk szerkesztőit annak laptörténete sorolja fel. Ez a jelzés csupán a megfogalmazás eredetét és a szerzői jogokat jelzi, nem szolgál a cikkben szereplő információk forrásmegjelöléseként.